# Markus Heikkinen
Markus Heikkinen (ur. 13 października 1978 w Katrineholmie, Szwecja) – piłkarz fiński grający na pozycji środkowego obrońcy lub defensywnego pomocnika.

## Kariera klubowa
Heikkinen urodził się w Szwecji, jednak piłkarską karierę rozpoczął już w Finlandii, w klubie o nazwie Oulun Palloseura. W 1996 roku zadebiutował w jego barwach w drugiej lidze, jednak spadł on o klasę niżej i w 1997 roku Markus zmienił barwy klubowe zostając piłkarzem TPS Turku. W zespole z Turku był podstawowym zawodnikiem i na koniec sezonu zajął 4. miejsce w pierwszej lidze. W 1998 roku Heikkinen przeszedł do MyPa z miasta Anjalankoski. W tym klubie występował przez dwa sezony, jednak nie odniósł większych sukcesów, a w 2000 roku trafił do HJK Helsinki. W stołecznym zespole spędził trzy lata, a największe sukcesy to mistrzostwo Finlandii w 2002 i wicemistrzostwo w 2001, a także zdobycie Pucharu Finlandii w 2000.
Zimą 2003 roku Heikkinen wyjechał do Anglii, do Portsmouth F.C. Na boiskach Premiership wystąpił zaledwie we dwóch spotkaniach i nie mając miejsca w składzie po sezonie odszedł do szkockiego Aberdeen FC. Tam zaczął występować w wyjściowej jedenastce drużyny i przez dwa sezony rozegrał blisko 70 meczów ligowych. W 2005 roku zajął z Aberdeen 4. miejsce w Scottish Premier League. Latem 2005 Heikkinen przeszedł do Luton Town, grającego w angielskiej Football League Championship. W sezonie 2005/2006 został wybrany piłkarzem sezonu w Luton, z którym zajął 10. miejsce w lidze. Natomiast w 2007 roku spadł do Football League One. Latem 2007 podpisał kontrakt z Rapidem Wiedeń, z którym na koniec sezonu został mistrzem Austrii.
W 2013 roku Heikkinen przeszedł do IK Start. W latach 2014–2015 grał w HJK Helsinki, a w 2016 przeszedł do AC Oulu.
| Sezon   | Klub             | Kraj      | Rozgrywki                    | Mecze | Bramki |
| ------- | ---------------- | --------- | ---------------------------- | ----- | ------ |
| 1996    | Oulun Palloseura | Finlandia | Ykkönen                      | 24    | 5      |
| 1997    | TPS Turku        | Finlandia | Veikkausliiga                | 22    | 0      |
| 1998    | MyPa             | Finlandia | Veikkausliiga                | 14    | 0      |
| 1999    | MyPa             | Finlandia | Veikkausliiga                | 29    | 1      |
| 2000    | HJK Helsinki     | Finlandia | Veikkausliiga                | 32    | 0      |
| 2001    | HJK Helsinki     | Finlandia | Veikkausliiga                | 33    | 1      |
| 2002    | HJK Helsinki     | Finlandia | Veikkausliiga                | 20    | 0      |
| 2002/03 | Portsmouth F.C.  | Anglia    | Premiership                  | 2     | 0      |
| 2003/04 | Aberdeen FC      | Szkocja   | Scottish Premier League      | 38    | 0      |
| 2004/05 | Aberdeen FC      | Szkocja   | Scottish Premier League      | 30    | 2      |
| 2005/06 | Luton Town       | Anglia    | Football League Championship | 39    | 2      |
| 2006/07 | Luton Town       | Anglia    | Football League Championship | 37    | 1      |
| 2007/08 | Rapid Wiedeń     | Austria   | Bundesliga                   | 28    | 1      |
| 2008/09 | Rapid Wiedeń     | Austria   | Bundesliga                   | 32    | 0      |
| 2009/10 | Rapid Wiedeń     | Austria   | Bundesliga                   | 28    | 1      |
| 2010/11 | Rapid Wiedeń     | Austria   | Bundesliga                   | 30    | 2      |
| 2011/12 | Rapid Wiedeń     | Austria   | Bundesliga                   | 29    | 0      |
| 2012/13 | Rapid Wiedeń     | Austria   | Bundesliga                   | 26    | 0      |
| 2013    | IK Start         | Norwegia  | Superligaen                  | 10    | 2      |
| 2014    | HJK Helsinki     | Finlandia | Veikkausliiga                | 23    | 0      |
| 2015    | HJK Helsinki     | Finlandia | Veikkausliiga                | 19    | 0      |
| 2016    | AC Oulu          | Finlandia | Ykkönen                      |       |        |

## Kariera reprezentacyjna
W reprezentacji Finlandii Heikkinen zadebiutował 4 stycznia 2002 roku w wygranym 2:0 towarzyskim meczu z Bahrajnem. Od czasu debiutu był podstawowym zawodnikiem drużyny narodowej i na środku obrony grywał z Samim Hyypią lub Hannu Tihinenem. W kadrze narodowej rozegrał 61 meczów.